# Kicking (Gemeinde Dunkelsteinerwald)
Kicking ist eine Ortschaft und eine Katastralgemeinde der Marktgemeinde Dunkelsteinerwald in Niederösterreich.

## Geografie
Die Rotte befindet sich drei Kilometer südlich von Gansbach und ist über die Landesstraße L5358 erreichbar. In der Ortschaft liegen die Rotte Daxberg sowie drei Einzellagen. Am 1. Jänner 2024 gab es in der Ortschaft 53 Einwohner.

## Geschichte
Im Franziszeischen Kataster von 1822 ist Kicking als Rotte mit einigen Gehöften verzeichnet. Laut Adressbuch von Österreich waren im Jahr 1938 in der Ortsgemeinde Kicking ein Binder, ein Gastwirt, ein Schmied und einige Landwirte ansässig.